# Kurilohadalia elongata
Kurilohadalia elongata é uma espécie de gastrópode do gênero Kurilohadalia, pertencente a família Pseudomelatomidae.